# Monterosso al Mare
Monterosso al Mare (ligur nyelven Muntarussu) község (olaszul comune) Olaszországban, Liguria régióban, La Spezia megyében. 1997 óta a közeli Palmaria, Tino és Tinetto szigetekkel, valamint a Cinque Terre többi településével együtt az UNESCO világörökségének része.

## Fekvése

Monterosso al Mare község La Spezia megye térképén

A Ligur-tenger keleti partján fekszik. A Cinque Terre legnyugatibb települése. Maga Monterosso egy kis öböl partján alakult ki, tőle nyugatra, a Kapucinusok-dombja (Colle dei Capucini) mögött található Fegina, amely egykoron külön település volt, mára azonban összenőtt Monterossóval. A legnagyobb a Cinque Terre települései közül és neki van a leghosszabb, strandolásra is alkalmas tengerpartja.

## Története
Valószínűleg a rómaiak alapították, de csak a 7. században épült ki. Tulajdonképpen két faluból áll. Mindkettő külön-külön völgyben épült ki, a közöttük magasodó meredek sziklafalon egy alagút biztosítja a kapcsolatot. Először a keleti, a Buranco folyó völgyében fekvő település jött létre, majd Fegina, a nyugati település. A 13. század elején a pisaiak hódították meg, és csak 1254-ben engedték át a genovaiaknak. Többször is gazdát cserélt, majd 1276-tól a Genovai Köztársaság része lett. 1818-ban a Szárd Királyság, majd 1861-ben az Olasz Királyság része lett.
1997 óta a közeli Palmaria, Tino és Tinetto szigetekkel, valamint a Cinque Terre többi településével együtt az UNESCO világörökségének része. A bizottság indoklása szerint a kelet-liguri riviéra, Cinque Terre és Porto Venere között egy kiemelkedő értékű kulturális helyszín, egy rendkívül festői táj, amely az ember és természet harmonikus kölcsönhatásának révén jött létre és amely évezredek óta jól szemlélteti az a hagyományos életformát, ami napjainkban is meghatározza az itt élő közösségek társadalmi és gazdasági életét.

## Demográfia
A népesség számának alakulása:

## Fő látnivalók
- a 13. században, gótikus stílusban felépült San Giovanni Battista-templom
- a barokk Mortis et Orationis confraternitas nevű oratórium
- a 17. században épült kapucinus kolostor
- az egykori erőd romjai, valamint a 16. században épült Torre Aurora őrtorony
- Arrigo Minerbi alkotása, a 14 méter magas Neptun-szobor.

## Külső hivatkozások
- Monterosso al Mare a világörökség honlapján